# بانکداری تنوع زیستی
بانکداری تنوع زیستی (به انگلیسی: Biodiversity banking)، همچنین به عنوان بانکداری حفاظت، بازرگانی تنوع زیستی، بانک‌های بهسازی تنوع زیستی، زیستگاه جبرانی، کنار گذاشته شدن، جبران تنوع زیستی  شناخته می‌شود، فعالیت‌های حفاظتی هستند که از دست دادن تنوع زیستی را با هدف حفاظت تنوع زیستی از طریق چارچوبی که اجازه می‌دهد تنوع زیستی به‌طور قابل اعتماد اندازه‌گیری شود و راه‌حل‌های مبتنی بر بازار برای بهبود تنوع زیستی اعمال شود. بانکداری تنوع زیستی وسیله‌ای برای ارزش‌گذاری پولی برای خدمات اکوسیستم فراهم می‌کند. به‌طور معمول، این شامل حفاظت از زمین، بازسازی، یا بهبود است. بانکداری تنوع زیستی اغلب به گونه‌ای اعمال می‌شود که «از دست دادن خالص یک ویژگی تنوع زیستی خاص» وجود نداشته باشد. طبق گزارش اتحادیه بین‌المللی حفاظت از طبیعت، تا سال ۲۰۰۴، علاقه به جبران داوطلبانه تنوع زیستی در ایالات متحده، برزیل، استرالیا، کانادا و اتحادیه اروپا رو به افزایش بود. تجربه نشان می‌دهد که صنعت، دولت‌ها، جوامع محلی و گروه‌های حفاظتی همگی از جبران‌های تنوع زیستی یا بانکداری تنوع زیستی بهره می‌برند.